# パパのいうことを聞きなさい!
『パパのいうことを聞きなさい!』（パパのいうことをききなさい）は、松智洋による日本のライトノベル。イラストはなかじまゆかが担当。略称は「パパ聞き!」。スーパーダッシュ文庫（集英社）より2009年12月から2016年7月まで刊行された。2012年5月時点でシリーズ累計部数は200万部を突破している。
2011年より、集英社各誌にて漫画化作品が連載されたほか、2012年1月から同年3月までテレビアニメ版が放送された。

## 概要
本作は『迷い猫オーバーラン!』に続く松智洋のスーパーダッシュ文庫からのリリース2シリーズ目のライトノベル作品である。
スーパーダッシュ文庫担当編集者へのインタビュー記事では本作について「（同じく松さん作である）『迷い猫オーバーラン!』が大ヒット継続中で漫画化、アニメ化もされている中での新シリーズのスタートは編集部としても大きな冒険だったが、松さん本人の強い希望に押される形でのスタートとなった。うまくいってほっとしている」との趣旨でシリーズスタートの経緯について触れられている。また同インタビュー記事では「松さんから『なかじまゆかさんがこのタイミングなら新作にイラストを付けてくださる可能性がある』との話があったこともシリーズスタートを決める一因となった」との趣旨の発言もあり、それまで同人サークルで活動していたなかじまゆかの商業誌デビューのきっかけとなった作品でもある。
ごく普通の大学1年生である主人公の瀬川祐太がいきなり6畳一間で姉の娘達3人（空・美羽・ひな）との生活を強いられ、アクの強い路上観察研究会のメンバーに振り回されるなど様々な難題に立ち向かいつつも、三姉妹を見守る優しく温かい物語として描かれる。
本作についてのメディアミックス展開としては、ジャンプスクエア・週刊ヤングジャンプ他の集英社各誌における漫画化作品の連載、テレビアニメ放送、WEBラジオ、スマートフォン用アプリ、PSP用ゲーム、カードゲームなど多岐にわたっている。
本編完結後の2016年1月に後日談を描いたスピンオフ作品のリリースが発表されたが、同年5月に作者の松が病気により他界。作品そのものは執筆が完了しており、2016年7月22日に発売された。

## あらすじ
主人公・瀬川祐太は、大学に入学し新生活をスタートさせたばかり。小学生の頃に両親と死に別れ、当時高校生だった姉・祐理に育てられるも、中学生の時にその姉がバツ2で2人の子持ちの男性・小鳥遊信吾と結婚したため、義兄となった信吾への嫉妬と姉の家庭と幸せを壊したくないという思いから、姉夫婦の家庭とは距離を置き、1人で暮らしていた。そんなある日、アパートに突然訪ねてきた姉に、空、美羽、ひなという３人の娘たちとの半日だけの留守番を頼まれた祐太は、渋々それを引き受ける。しかし、そこで垣間見た幸せそうな姉夫婦と子供たちの様子に、くだらない子供染みた嫉妬心で姉家族と距離を置いてきたことを後悔し、今までの不義理を返して姉家族との関係を修復しようと決心する。その矢先、姉夫婦の乗った飛行機が行方不明となり、彼らは消息不明のまま政府発表では死亡したことになってしまう。残された3人の娘たちは親族会議の末、全員バラバラにされそうになる。自分自身も両親を亡くし、姉に引き取られた過去を持つ祐太は、三姉妹に過去の自分を重ね見て、全員自分が引き取ると宣言。小鳥遊家の親族たちとの夜通しの話し合いは平行線を辿ったため、空たちは翌朝早く家出同然で祐太が住む6畳1間のアパートに転がり込み、4人暮らしを始める。最初は、慣れない家事や狭い部屋で問題ばかり起こったものの、ひなのお遊戯会で祐太と三姉妹の強い絆を見た親戚たちにも認められ、4人はかつて三姉妹が信吾と祐理と暮らしていた元の家で暮らせるようになる。その後も、美羽の実母サーシャの来日、新しい家族ジュウベエが来たり、ひなの誕生日など、いろいろなことがありながらも4人は本当の家族以上にその絆を深めていく。

## 登場人物
特に断りのない限り、声はテレビアニメ、ドラマCD、ゲームの順に共通してある。

### 主要人物
瀬川祐太（せがわ ゆうた）
声 - 羽多野渉
本作の主人公。多摩文学院大学文学部国文学科1年生で同大学のサークル・路上観察研究会（通称「ロ研」）に所属している。
幼い頃に両親を亡くし、姉・祐理に育てられてきた。自覚症状があるくらいのシスコンで、祐理が信吾と結婚したいと打ち明けられたときは嫉妬とも羨望とも憎しみともつかない感情になり、祐理の結婚とともに距離を置くようになった。そして、やっと祐理たちとの関係を修復しようとした矢先、祐理と信吾が飛行機事故で生死不明になる。三姉妹が行き場を失くし、3人一緒にいたいと妹たちを必死に守る空の姿と抱きしめられる美羽たちが、かつての姉と自分に重なり、我慢できずに保護者役を買って出る。
面倒見のよい性格をしており、最年少のひなにもすぐに打ち解けて懐かれている。その性格も相まって、空、美羽、莱香、栞、サーシャ、ミキと複数の女性に好意を持たれているが、鈍感なためまったく自覚が無い。

小鳥遊空（たかなし そら）
声 - 上坂すみれ
本作のヒロインの一人。三姉妹の長女で中学2年生。学校では合唱部に所属している。人見知りかつ照れ屋な性格で、基本的には引っ込み思案なのだが、想い人である祐太が絡むと態度が変わることが多い。家族の前では、至って普通に接することができるため、美羽とひなの前では姉らしく面倒見が良い。なお、かなりの美少女でありながら、引っ込み思案な性格に加えて美羽、莱香、サーシャなど飛び抜けた容姿の持ち主が側にいるため、自身が人を惹きつける容姿であることには気づいていない。
基本的に不器用だが、祐太を助け、姉として妹たちを支えたいという思いから、それまでお手伝い程度にしかしたことがなかった料理にも積極的に取り組むようになっている。実はサブカル趣味の持ち主のため、祐理に同人誌を買ってきてもらったこともある。

小鳥遊美羽（たかなし みう）
声 - 喜多村英梨
三姉妹の次女で小学5年生。ロシア系の母譲りの金髪が特徴の美少女。小学生とは思えないほど大人びた対応をするため、祐太は、はじめ彼女を長女の空かと勘違いしたほど。小悪魔的な魅力の持ち主で、彼女の言葉にはなぜか強制力があり、ある意味もっともしたたかで力関係の上位に立っている。少しワイルドで男臭い感じのするタイプの男が好みであるため、線の細いタイプの美形である仁村は親しげだが「好みではない」としている。
学校では、男子の間でアイドル的扱いを受けており、他校にまでファンクラブを持つともいわれ、下手なアイドルが逃げ出すほどのルックスである。
実は、実母のサーシャがとある有名俳優との間に儲けた子であるため、空やひなとの血縁関係はない。

小鳥遊ひな（たかなし ひな）
声 - 五十嵐裕美
三姉妹の三女で保育園児。姉妹の中では、唯一祐理が産んだ実の娘であり、祐太と唯一血縁を持っている。そのため、祐太は他二人に比べフランクな態度で接している。年の割にはアクション系のゲームなどもよくこなし、時には祐太を負かすこともある。性格は、年相応の幼さを持ち、祐太と空と美羽そして多くの人たちの生活の中心ともいえる。人見知りはしない方で、初対面の相手でもあまり警戒しない。

### 親族

#### 小鳥遊家
小鳥遊祐理（たかなし ゆり）
声 - 大原さやか
祐太の姉。享年26〜27歳。ひなの実母であり、空・美羽の養母。
才色兼備で周りまでも明るくするその性格から、学生時代は3日に一度告白を受けていたほど人気があった。高校生のときに事故で両親を失うが、親戚や周りの人たちの反対を押し切って祐太を引き取り、家族で暮らすことを選んだ。このことは、後に祐太が三姉妹を引き取る原点となる。普段は、ふざけているような明るい女性だが、家族のことになると非常に真面目な顔をすることもある。なお、祐太にすら隠し通していたが、実はアニメ・漫画・ゲームなどに詳しいサブカル趣味の持ち主であった。特にコスプレに関しては、カリスマレイヤーとして名を馳せたほと有名だった。
本ストーリーのメインキャストは祐太と三姉妹であるが、祐理はそのメインキャストのキーパーソンであり、ひなは実母として、祐太は良き姉、異性及び先輩保護者としての憧れ、空や美羽からは理想の女性像や理想の母親像として描かれている。
小鳥遊信吾（たかなし しんご）
声 - 飛田展男
祐理の夫。空・ひなの実父であり、美羽の養父。年齢は30代後半。
離婚歴が2度あり、最初の妻である渚とは死別、2番目の妻であるサーシャとは協議離婚した過去がある。普段は気立てのいい温厚な人物だが、娘のことになると目の色が変わる。
小鳥遊渚（たかなし なぎさ）
空の実母。故人。
生まれつき身体が弱く、空が1歳になる前に他界しており、ストーリー開始時点で既に故人。信吾のパソコンに残っていた写真データから、空が肌身離さず持っていた写真のようなすました印象とは違い、いたずら好きでよく転ぶ明るい女性だった。
サーシャ・イリイーニチナ・ガガーリナ
声 - 岡村明美（ドラマCD、OVA2）
美羽の実母。ロシア系のプラチナブロンドをした美女。14歳の時から数年間、日本でモデルやタレントとして活動していた時期もあったが、現在は、自らの会社を持つデザイナーとして活躍している。祐太に裸を見られても平然としていたり、美羽たちと一緒にいるために祐太と再婚しようとするなど、豪快な面のある人物。
小鳥遊信好（たかなし のぶよし）
声 - 島田敏
信吾の長兄であり、三姉妹の伯父にして後見人。
葬儀では喪主を務めた。やや気難しい役人気質だが、実際はとても温情のある人物。空たちを心から心配しており、サーシャに対しても負い目を抱いている。
小鳥遊民子（たかなし たみこ）
声 - 岩本裕美子
信好の妻。
小鳥遊光信（たかなし みつのぶ）
声 - 橋詰知久
信吾の次兄であり、三姉妹の伯父。高知県在住。
葬儀が終わった後の話し合いでは、美羽を引き取る予定だった。
飯島真弓（いいじま まゆみ）
声 - 一杉佳澄
真吾の妹であり、三姉妹の叔母。既婚者で息子がいる。
葬儀が終わった後の話し合いでは、ひなを引き取る予定だった。
ジュウベエ
佐古の紹介により小鳥遊家で預かることになった老犬。ひなにはすぐに懐いたが祐太には懐かなかった。しばらくしたら元の飼い主に返す予定になっていたが、その飼い主が夜逃げしたため、正式に小鳥遊家の一員となった。

#### 瀬川家
佐原よし子（さはら よしこ）
声 - 氷上恭子
祐太・祐理の伯母にして後見人。保険外交員をしており、腕利きとして知られている。未成年で突然父親となった祐太と小鳥遊家の娘たちを厳しくも優しい目で見守っている。暴走する佐古をその威厳で抑え込むことのできる数少ない人物。

### 路上観察研究会
織田莱香（おだ らいか）
声 - 堀江由衣
本作のヒロインの一人。多摩文学院大学文学部人文学科2年生。路上観察研究会の紅一点。
成績は優秀で、現役のテニス部員相手に0ゲームで勝ってしまうほどのスポーツ万能。それに加えて絶世の美女と言われるルックスと豊満な肉体を備えている完璧な人間でありながら、同時に超が付く天然かつ変人。普段はとにかく無表情で、口調にもあまり抑揚が無い。実はかわいい物好きで、祐太の家を訪れた際に空、美羽、ひなの三姉妹は自分にはない可愛らしさを持っていることから、不愛想にはとても見えないくらい変貌するほどのお気に入りである。料理の腕前は、花嫁修業として料理学校で習っただけではなく、自らの凝り性も手伝ってかプロの料理人並みである。
仁村浩一（にむら こういち）
声 - 小野大輔
多摩文学院大学文学部国文学科1年。祐太の親友で、女好きの軽薄な美少年。実家は宮城県の味噌蔵だが、長姉に厳しくしつけられた経験から、本人は家業を継ぐ気はない。芸能人ばりのルックスを持ち、女の子へのマメな気配りとプロ並みの料理の腕を持つため、女性の扱いに非常に長け、キャンパスライフを謳歌している。女の子には軽い性格だが義理堅く、また友達想いでもある。三姉妹とはノリの良い性格のおかげで、特に社交的な美羽や人見知りしないひなとは初対面時からすぐに打ち解けている。
佐古俊太郎（さこ しゅんたろう）
声 - 間島淳司
多摩文学院大学の3年生。路上観察研究会の創始者にして会長。眼鏡をかけた肥満体で、筋金入りのロリコン。ただし、可愛らしい幼女は象徴的存在であると考えるが、恋愛対象としないことはおろか、触れない、一定の距離以上は接近しないことを信条としている。かなりのゲーム愛好家であり、ファミコン世代。なおテニスサークルの会長である由嘉里とは幼馴染。

### 空の同級生・先輩
前島大機（まえしま だいき）
空のクラスメイトで、合唱部に所属している。空に特別な想いを抱いている。そのことは、態度があからさまなので周囲からはバレバレで、気づいていないのは本人と想われ人の空くらい。妹や弟の面倒をよく見ていることから子供の扱いに長けており、ひなにもすぐ懐かれている。また、ぬいぐるみも自作できるほどの裁縫の腕前。
岡江清美（おかえ きよみ）
声 - ささきのぞみ
合唱部の部長で空たちの1年先輩。可愛い女の子が大好きで、部長をやっているのは自分の周囲に可愛い女の子を侍らせるためである。格闘技マニアで、様々なプロレス技を会得しており、大機が実験台とされることもしばしば。
高校は内部進学し、中学と同じように合唱部に所属し、空たちの先代部長としてみんなを支えた。
花村陽子（はなむら ようこ）
花村先輩の妹で、空のクラスメイト。文芸部所属の眼鏡っ娘。ピアノが弾けるため、弾ける人間のいない合唱部に手伝いとして参加している。サブカル趣味の持ち主で、空とは趣味と部活を通じ、親友となっていく。
谷修二（たに しゅうじ）
大機の友人。冷静で大人びた思考の持ち主。暴走しがちな大機の抑え役に回ることが多い。

### 美羽の同級生
杉原祥子（すぎはら さちこ）
声 - 佐藤聡美
美羽の小学校のクラスメイトで親友。食いしん坊で身長と体重共にクラストップクラスの元気娘。クラス内で美羽のことを色々フォローしてくれるが、強引なやり方をして美羽を困らせてしまうことも多い。
野際立夏（のぎわ りっか）
美羽の中学校のクラスメイト。美羽とは異なるタイプの美人で、モデルをしている。

### その他
北原栞（きたはら しおり）
声 - 井口裕香 (OVA1)
祐太に想いを寄せる女性の一人。小鳥遊家の向かいの家に住んでいる高校2年生。正義感が強く思い込みの激しい性格で、突然小鳥遊家に出入りするようになった祐太のことを変質者だと思い込んでいた。
北原栞の母
本名不明。栞の母親。料理上手で面倒見のいい人物。かつて保母さんをしていたため、子供の扱いには慣れており子供の心理にも詳しく、表情や仕草からひなの気持ちを理解することができる。
花村先輩
声 - 三宅健太
本名不明。陽子の兄で、多摩文学院大学のアメフト部のキャプテン。筋骨隆々の大男。実家は苺大福が売りの製菓会社「花村製菓」。
大学卒業後は花村製菓を継いだ。
ヒロミちゃん
本名は不明。ごつい体格をした髭面の大男の身体と乙女の心を持つ、カフェ（バー）「クリエ」のオーナー。料理の腕前もプロ級なだけでなく、ウエディングドレスを一から仕立てられる技術を持つなど手先は器用。
菅谷ミキ（すがや ミキ）
祐太に想いを寄せる女性の一人。多摩文学院大学文学部人文学科1年。テニスサークルに所属しており、サークル内でも告白された数ナンバーワンを誇っていながらも一度としてOKしておらず身持ちは固い。
会長
ミキが所属するテニスサークルの会長。佐古の幼馴染で、幼い頃は一緒に風呂に入るほど親しかった。昔は歴女だったが大学デビューしたタイプのため、同じように頑張る後輩を応援する。
小出（こいで）
多摩文学院大学文学部国文学科1年。祐太や仁村とはクラスは違うが悪友の1人。
吉岡（よしおか）
多摩文学院大学文学部国文学科1年。祐太や仁村とはクラスは違うが悪友の1人。
仁村聡美（にむら さとみ）
仁村の4歳下の妹で高校1年生。そそっかしく他人の話を最後まで聞かない上、余計なひと言を発する悪い癖がある。6歳年上の彼氏との結婚を認めない長姉の芳美に反発して家出し、仁村のアパートに押し掛けた。
羽柴（はしば）
大手芸能事務所に所属する敏腕スカウトマン。かつてサーシャが日本で芸能活動をしていたときのマネージャーでもある。
湯川（ゆかわ）
よし子の知り合いであり、祐太のアルバイト先の出版社に勤める老齢の男性。
新子胡桃（あたらし くるみ）
声 - 中村桜
漫画『小鳥遊の陽だまり』およびアニメに登場。
祐太の隣人の女性。職業は声優で、ひなが好きな女児向けアニメ『ルナルナセブン』の敵役「バンドラー」を演じているが、あまり売れておらず今後の進退について悩んでいる。
緑川佐和子（みどりかわ さわこ）
声 - 佐藤利奈
漫画およびアニメに登場。祐太のアパートの管理人。
大家
声 - 梅田貴公美
漫画およびアニメに登場。祐太のアパートの大家で佐和子の母。
田沢美佳（たざわ みか）
多摩文学院大学社会学部2年。「路上観察研究日誌」に登場。自称大学ナンバーワン美女だが、自らのサークル勧誘を蹴った祐太や1年前のミスコンにて優勝をさらっていった莱香を敵視している。
巽亮一（たつみ りょういち）
サーシャの元恋人であり、美羽の実父。世界進出も果たしている人気俳優。

## 漫画版
『このライトノベルがすごい！2012』には本作のコミカライズが6誌＋αで同時に展開されており、これは原作がライトノベル作品のコミカライズ化としては史上最大規模であることは間違いないだろうと記されている。
パパのいうことを聞きなさい!
『ジャンプスクエア』2011年9月号から2012年4月号まで連載された後、『ジャンプSQ.19』に移籍し2012年Vol.1からVol.4まで連載。作画は竹村洋平。
ストーリーは本編第2巻までをベースにしている。
パパのいうことを聞きなさい! 〜小鳥遊の陽だまり〜
『ウルトラジャンプ』2011年9月号 - 2012年2月号に連載。作画はわだぺん。・F4U・東雲龍・左折・渡会けいじ・桐原いづみ。単行本ではワダアルコ、bomiによるショートコミックも収録。
小鳥遊家の周辺の人々を中心に、小説では描き切れなかったストーリーを複数の作家が交代で描く読切連作。
パパのいうことを聞きなさい! 〜美羽様のいう通り!〜
『Cookie』2011年10月号 - 2012年4月号に連載。作画は加藤友緒。
美羽を中心に描かれている。
パパのいうことを聞きなさい! 〜うさぎのまぁく〜
『Cobalt』2011年11月号 - 2012年3月号に連載。作画はMATSUDA98。
ひなの保育園生活を中心に描かれている。
パパのいうことを聞きなさい! 〜空色の響き〜
『スーパーダッシュ&ゴー』2011年12月号（創刊号）より連載されていた。作画は江尻立真。
中学校に入学したばかりの空の合唱部を中心とした学園生活を描く。
パパのいうことを聞きなさい! 〜路上観察研究日誌〜
『週刊ヤングジャンプ』2011年48号より連載され、途中で不定期連載となったが再開されず、単行本書き下ろしという形で完結した。作画は宮乃ひろつぐ。
大学に入学直後にロ研に入会させられた祐太を中心に、路上観察研究会の面々の視点から物語を描く。連載誌が青年誌であることからも莱香の全裸をはじめ性的描写が多く盛り込まれている。これに関して原作者である松自身も「ここまでエロくなるとは思わなかった」等のとコメントもしていた

## 評価
「みんなで選ぶベストラノベ2011」では感想部門で5位を獲得している。
ゲーム作品では主人公一人に対して複数のヒロインが設けられており、プレイヤーが各ヒロインルートを選んで攻略することができるという性質をもっているが、ライトノベルではゲーム作品のようにプレイヤー（読者）が好きなルートを選択することは当然不可能である。つまり、ライトノベルではヒロイン一人一人を描き出していこうとする（＝主人公との関係性を描けば描く）ほど、肝心の物語が拡散してしまう。その点で言えば本作でヒロインに該当するのは小鳥遊空と織田莱香の二人だけであり、それ以外にも多くの登場人物を配置しながら主人公の瀬川祐太がいずれかの関係性を築いていく構成になっていると東北芸術工科大学准教授の玉井建也は述べている。

## 既刊一覧

### 小説
ドラマCD付の17巻、OVA付の18巻二つの連動購入特典として、ファン感謝イベントが開催された。
- 松智洋（著） / なかじまゆか（イラスト） 『パパのいうことを聞きなさい！』 集英社〈スーパーダッシュ文庫〉、全19巻
  1. 『パパのいうことを聞きなさい！』2009年12月30日第1刷発行（12月25日発売[12]）、ISBN 978-4-08-630526-6
  2. 『パパのいうことを聞きなさい！ 2』2010年2月28日第1刷発行（2月25日発売[13]）、ISBN 978-4-08-630533-4
  3. 『パパのいうことを聞きなさい！ 3』2010年5月30日第1刷発行（5月25日発売[14]）、ISBN 978-4-08-630547-1
  4. 『パパのいうことを聞きなさい！ 4』2010年9月30日第1刷発行（9月25日発売[15]）、ISBN 978-4-08-630569-3
  5. 『パパのいうことを聞きなさい！ 5』2010年11月30日第1刷発行（11月25日発売[16]）、ISBN 978-4-08-630582-2
  6. 『パパのいうことを聞きなさい！ 6』2011年1月30日第1刷発行（1月25日発売[17]）、ISBN 978-4-08-630588-4
  7. 『パパのいうことを聞きなさい！ 7』2011年5月30日第1刷発行（5月25日発売[18]）、ISBN 978-4-08-630611-9
  8. 『パパのいうことを聞きなさい！ 8』2011年9月27日第1刷発行（9月22日発売[19]）、ISBN 978-4-08-630635-5
  9. 『パパのいうことを聞きなさい！ 9』2012年1月30日第1刷発行（1月25日発売[20]）、ISBN 978-4-08-630658-4
  10. 『パパのいうことを聞きなさい！ 10』2012年5月30日第1刷発行（5月25日発売[21]）、ISBN 978-4-08-630678-2
  11. 『パパのいうことを聞きなさい！ 11』2012年10月30日第1刷発行（10月25日発売[22]）、ISBN 978-4-08-630704-8
  12. 『パパのいうことを聞きなさい！ 12』2013年2月27日第1刷発行（2月22日発売[23]）、ISBN 978-4-08-630719-2 / ISBN 978-4-08-907037-6（ドラマCD付限定版）
  13. 『パパのいうことを聞きなさい！ 13』2013年6月30日第1刷発行（6月25日発売[24]）、ISBN 978-4-08-630733-8 / ISBN 978-4-08-907038-3（OVA付限定版）
  14. 『パパのいうことを聞きなさい！ 14』2013年10月30日第1刷発行（10月25日発売[25]）、ISBN 978-4-08-630756-7
  15. 『パパのいうことを聞きなさい！ 15』2014年2月28日第1刷発行（2月25日発売[26]）、ISBN 978-4-08-630771-0
  16. 『パパのいうことを聞きなさい！ 16』2014年6月30日第1刷発行（6月25日発売[27]）、ISBN 978-4-08-630787-1 / ISBN 978-4-08-907045-1（ドラマCD付限定版）
  17. 『パパのいうことを聞きなさい！ 17』2015年1月28日第1刷発行（1月23日発売[28]）、ISBN 978-4-08-630805-2 / 978-4-08-907050-5（ドラマCD付限定版）
  18. 『パパのいうことを聞きなさい！ 18』2015年3月30日第1刷発行（3月25日発売[29]）、ISBN 978-4-08-630807-6 / ISBN 978-4-08-907051-2（OVA付限定版）
  19. 『パパのいうことを聞きなさい！ after1』2016年7月27日第1刷発行（7月22日発売[30]）、ISBN 978-4-08-630808-3
- 松智洋（原作） / MATSUDA98（原作） / なかじまゆか（キャラクター原案） / ココロ直（著） 『パパのいうことを聞きなさい！〜うさぎのまぁく〜小説版』 集英社〈コバルト文庫〉、2012年3月28日第1刷発行（3月23日発売[31]）、ISBN 978-4-08-601621-6

### 漫画
- 松智洋（原作） / なかじまゆか（キャラクターデザイン） / 竹村洋平（作画） 『パパのいうことを聞きなさい！』 集英社〈ジャンプ・コミックス〉、全3巻
  1. 2011年12月2日発売[32]、ISBN 978-4-08-870351-0
  2. 2012年4月4日発売[33]、ISBN 978-4-08-870411-1
  3. 2012年12月4日発売[34]、ISBN 978-4-08-870561-3
- 松智洋（原作） / なかじまゆか（キャラクター原案） / 宮乃ひろつぐ（作画） 『パパのいうことを聞きなさい！ 〜路上観察研究日誌〜』 集英社〈ヤングジャンプ・コミックス〉、全4巻
  1. 2012年1月19日発売[35]、ISBN 978-4-08-879258-3
  2. 2012年5月18日発売[36]、ISBN 978-4-08-879336-8
  3. 2012年8月17日発売[37]、ISBN 978-4-08-879365-8
  4. 2015年1月19日発売[38]、ISBN 978-4-08-890173-2
- アンソロジー 『パパのいうことを聞きなさい！ 〜小鳥遊の陽だまり〜』集英社〈ヤングジャンプ・コミックス〉、2012年2月17日発売[39]、ISBN 978-4-08-879279-8
- 松智洋（原作） / なかじまゆか（キャラクター原案） / MATSUDA98（作画） 『パパのいうことを聞きなさい！ 〜うさぎのまぁく〜』 集英社〈愛蔵版コミックス〉、2012年3月23日発売[40]、ISBN 978-4-08-782442-1
- 松智洋（原作） / なかじまゆか（キャラクター原案） / 江尻立真（作画） 『パパのいうことを聞きなさい！ -空色の響き-』 集英社〈愛蔵版コミックス〉、全2巻
  1. 2012年3月23日発売[41]、ISBN 978-4-08-782443-8
  2. 2013年2月19日発売[42]、ISBN 978-4-08-782486-5
- 松智洋（原作） / なかじまゆか（キャラクター原案） / 加藤友緒（作画） 『パパのいうことを聞きなさい！ 美羽様のいう通り！』 集英社〈りぼんマスコットコミックス〉、既刊1巻（2012年3月23日現在）
  1. 2012年3月23日発売[43]、ISBN 978-4-08-867192-5

## テレビアニメ
2011年8月にアニメ化が発表され、2012年1月から3月まで独立局ほかにて放送された。放映版全12話+未放映1話（映像ソフト最終巻に収録）。

### スタッフ
- 原作 - 松智洋[6]
- イラスト - なかじまゆか（集英社スーパーダッシュ文庫）[6]
- 監督 - 川崎逸朗[6]
- 助監督 - 及川啓[6]
- シリーズ構成 - 荒川稔久[6]
- キャラクターデザイン - 豆塚隆[6]
- プロップデザイン - 立田眞一[46]
- 美術監督 - 小濱俊裕 (TV[6]、OVA)、小野由紀子 (OVA)
- 美術設定 - 青木薫 (TV[8]、OVA)、金城沙織 (OVA)
- 色彩設計 - 岩井田洋、田川沙里[46]
- 撮影監督 - 近藤靖尚 (TV)、小池里恵子 (OVA)
- 編集 - 平木大輔[46]
- 音響監督 - 岩浪美和[6]
- 音響効果 - 小山恭正[6]
- 音楽 - 上杉洋史[8]
- 音楽制作 - スターチャイルドレコード[6]
- プロデューサー - 山中隆弘[46]、篠崎真哉[46]、川﨑とも子[46]
- 制作プロデューサー - 瀧ヶ崎誠[46]
- 企画協力・制作 - GANSIS[8]
- アニメーション制作 - feel.[6]
- 製作協力 - キングレコード、集英社、バンダイナムコゲームス、クロックワークス、スタジオマウス
- 製作 - PPP (TV)[8]、パパ聞き!OVA製作委員会 (OVA1)、パパのいうことを聞きなさい!OVA＆ドラマCD製作委員会 (OVA2)

### 主題歌
オープニングテーマ「Happy Girl」（第2話 - 第13話、OVA）
作詞 - 大森祥子 / 作曲 - 河合英嗣 / 編曲 - 山崎寛子、河合英嗣 / 歌 - 喜多村英梨
第1話ではエンディングテーマとして使用。OVA2では挿入歌としても使用。
エンディングテーマ「Coloring」（第2話 - 第13話、OVA）
作詞 - Minamoto.K&shu / 作曲 - Minamoto.K / 編曲 - Minamoto.K&真下正樹 / 歌 - 堀江由衣
OVA1では挿入歌としても使用。
挿入歌
「ルナルナGO!GO!」（第3話）
作詞 - うらん / 作曲・編曲 - 菊谷知樹 / 歌 - 小鳥遊ひな（五十嵐裕美）、小鳥遊美羽（喜多村英梨）
「夢の翼」（第10話）
作詞 - うらん / 作曲・編曲 - 菊谷知樹 / 歌 - 合唱部一同

### 各話リスト
各話のサブタイトルは過去に放送されたテレビドラマのタイトルが付けられている。
| 話数              | サブタイトル                                                                                 | シナリオ       | コンテ   | 演出            | 作画監督                                                      | 総作画監督                                         |
| ----------------- | -------------------------------------------------------------------------------------------- | -------------- | -------- | --------------- | ------------------------------------------------------------- | -------------------------------------------------- |
| 第1話             | パパと呼ばないで                                                                             | 荒川稔久       | 川崎逸朗 | 川崎逸朗 及川啓 | 星野円哉、立田眞一 新家由貴男                                 | 豆塚隆、枡田邦彰 鈴木豪                            |
| 第2話             | 家へおいでよ                                                                                 | 荒川稔久       | 川崎逸朗 | 吉田りさこ      | 桜井正明、野道佳代                                            | 豆塚隆、枡田邦彰 新田靖成                          |
| 第3話             | 泣いてたまるか                                                                               | 荒川稔久       | 川崎逸朗 | 葛谷直行        | 大河原晴男                                                    | 枡田邦彰、鈴木豪 佐藤元昭、豆塚隆                  |
| 第4話             | ワンダフルライフ                                                                             | 成田良美       | 高橋丈夫 | ふじいたかふみ  | 斉藤雅和                                                      | 豆塚隆                                             |
| 第5話             | 少女に何が起こったか                                                                         | あみやまさはる | 及川啓   | 及川啓          | 川島尚、高原修司                                              | 豆塚隆、清水祐実 鈴木豪、佐藤元昭 山口智、枡田邦彰 |
| 第6話             | 素晴らしき家族旅行                                                                           | 成田良美       | 川崎逸朗 | 北條史也        | 広尾佳奈子、杉藤さゆり 野道佳代、児玉亮                       | 豆塚隆、新田靖成 枡田邦彰、山口智                  |
| 第7話             | 毎度おさわがせします                                                                         | 大知慶一郎     | 高柳滋仁 | 佐々木真哉      | 中山初絵                                                      | 豆塚隆、枡田邦彰 鈴木豪、清水祐実 山口智           |
| 第8話             | ゆるしません!                                                                                | 大知慶一郎     | 高橋丈夫 | ふじいたかふみ  | 斉藤雅和、高原修司 重本和佳子、新家由貴男                     | 豆塚隆、枡田邦彰 山口智                            |
| 第9話             | ちょっとマイウェイ                                                                           | あみやまさはる | 池端隆史 | 池端隆史        | 川島尚、新家由貴男 藤井結、小林調 村上直紀                    | 豆塚隆、清水祐実 鈴木豪、枡田邦彰 山口智           |
| 第10話            | 私の青空                                                                                     | 成田良美       | 川崎逸朗 | 小野田雄亮      | 片岡千春、大河原晴男                                          | 豆塚隆、枡田邦彰 山口智、清水祐実 鈴木豪           |
| 第11話            | 逢いたい時にあなたはいない…                                                                  | 荒川稔久       | 川崎逸朗 | 吉田りさこ      | 成川多加志、桜井正明 広尾佳奈子、橋口隼人 野道佳代            | 豆塚隆、新田靖成 枡田邦彰、鈴木豪 清水祐実、山口智 |
| 第12話            | 世界で一番パパが好き                                                                         | 荒川稔久       | 川崎逸朗 | 及川啓 川崎逸朗 | 川島尚、新家由貴男 斉藤雅和、高原修司 重本和佳子、藤井結      | 豆塚隆、枡田邦彰 鈴木豪、清水祐実 山口智           |
| 第13話 （未放送） | ぽっかぽか                                                                                   | 大知慶一郎     | 及川啓   | ふじいたかふみ  | 中原久文、新家由貴男 藤井結、佐藤篤志                         | 豆塚隆、枡田邦彰 山口智、清水祐実                  |
| OVA1              | 男女8人夏物語 - 空ちゃんていそうの危機!? - 美羽ちゃんファッション指南 - ひなちゃんひとりたび | 荒川稔久       | 川崎逸朗 | 川崎逸朗        | 三浦龍、中原久文 北村友幸、星野円哉 枡田邦彰、佐藤篤志 川島尚 | 豆塚隆                                             |
| OVA2              | 異人たちとの春                                                                               | 荒川稔久       | 田所修   | 松本マサユキ    | 豆塚隆、佐藤篤志 三浦龍、高橋和也                             | 豆塚隆                                             |

- 第13話はBlu-ray第5巻・DVD第4巻収録（ただしレンタル版DVDは第5巻収録）の未放送エピソード。
- OVAは、2013年6月25日発売の原作第13巻DVD付限定版と、2015年3月25日発売の原作第18巻OVA付限定版に収録。

### 放送局
| 放送地域   | 放送局             | 放送期間                | 放送時間           | 放送系列           | 備考            |
| ---------- | ------------------ | ----------------------- | ------------------ | ------------------ | --------------- |
| 東京都     | TOKYO MX           | 2012年1月10日 - 3月27日 | 火曜 25:30 - 26:00 | 独立局             |                 |
| 愛知県     | テレビ愛知         | 2012年1月10日 - 3月27日 | 火曜 25:30 - 26:00 | テレビ東京系列     |                 |
| 神奈川県   | tvk                | 2012年1月10日 - 3月27日 | 火曜 25:45 - 26:15 | 独立局             |                 |
| 千葉県     | チバテレビ         | 2012年1月12日 - 3月29日 | 木曜 25:30 - 26:00 | 独立局             |                 |
| 近畿広域圏 | 毎日放送           | 2012年1月12日 - 3月29日 | 木曜 26:30 - 27:00 | TBS系列            |                 |
| 日本全域   | BS11               | 2012年1月13日 - 3月30日 | 金曜 23:00 - 23:30 | 独立系BS放送       | ANIME+枠        |
| 日本全域   | AT-X               | 2012年1月13日 - 3月30日 | 金曜 23:30 - 24:00 | CS放送             |                 |
| 埼玉県     | テレ玉             | 2012年1月13日 - 3月30日 | 金曜 25:05 - 25:35 | 独立局             |                 |
| 日本全域   | バンダイチャンネル | 2012年1月16日 - 4月2日  | 月曜 12:00 更新    | インターネット配信 | 最新話1週間無料 |
| 日本全域   | ニコニコチャンネル | 2012年1月16日 - 4月2日  | 月曜 26:00 更新    | インターネット配信 | 最新話1週間無料 |

### 関連商品

#### Blu-ray / DVD
2012年3月7日から発売。特典として松智洋書き下ろしキャラクターコメンタリー、ノンクレジットオープニング、オリジナルサウンドトラックCDなどが収録・封入されている。なお、北米版もライセンス取得元のSentai Filmworksが2012年販売を発表している。
Blu-ray
| 巻数 | 発売日        | 収録話          | 規格品番 |
| ---- | ------------- | --------------- | -------- |
| 1    | 2012年3月7日  | 第1話           | KIXA-177 |
| 2    | 2012年4月11日 | 第2話 - 第4話   | KIXA-178 |
| 3    | 2012年5月9日  | 第5話 - 第7話   | KIXA-179 |
| 4    | 2012年6月6日  | 第8話 - 第10話  | KIXA-180 |
| 5    | 2012年7月11日 | 第11話 - 第13話 | KIXA-181 |

DVD
| 巻数 | 発売日        | 収録話          | 規格品番  |
| ---- | ------------- | --------------- | --------- |
| 1    | 2012年4月11日 | 第1話 - 第3話   | KIBA-1942 |
| 2    | 2012年5月9日  | 第4話 - 第6話   | KIBA-1943 |
| 3    | 2012年6月6日  | 第7話 - 第9話   | KIBA-1944 |
| 4    | 2012年7月11日 | 第10話 - 第13話 | KIBA-1945 |

#### CD
| 発売日         | タイトル                                                          | 規格品番    |
| -------------- | ----------------------------------------------------------------- | ----------- |
| 2011年11月9日  | パパのいうことを聞きなさい! キャラクターソングCD ソライロ         | KIZM-121/22 |
| 2011年11月23日 | パパのいうことを聞きなさい! キャラクターソングCD Brilliant Days   | KIZM-123/24 |
| 2011年12月7日  | パパのいうことを聞きなさい! キャラクターソングCD しゃらららるんら | KIZM-125/26 |

### WEBラジオ
『パパ聞き!RADIO』は、2011年12月8日から2012年6月21日までHiBiKi Radio Stationで配信されていたラジオ番組。2012年3月までは毎週木曜日配信、2012年4月からは隔週木曜日配信。なお本放送前の12月1日にはプレ放送が配信された。
パーソナリティ
- 上坂すみれ（小鳥遊空 役）

ゲスト
- #0（2011年12月1日） - 五十嵐裕美（小鳥遊ひな 役）
- #1、#2（2011年12月8日、15日） - 羽多野渉（瀬川祐太 役）
- #6（2012年1月12日） - 松智洋（原作者）、丸宝行晴（スーパーダッシュ文庫編集長）
- #7（2012年1月19日） - 堀江由衣（織田莱香 役）
- #9（2012年2月2日） - 喜多村英梨（小鳥遊美羽 役）、五十嵐裕美（小鳥遊ひな 役）
- #11、#12（2012年2月16日、23日） - 間島淳司（佐古俊太郎 役）
- #13、#14（2012年3月1日、8日） - 五十嵐裕美（小鳥遊ひな 役）
- #18（2012年4月5日） - 川崎逸朗監督
- #19（2012年4月19日） - 山中隆弘プロデューサー
- #20（2012年5月3日） - 羽多野渉（瀬川祐太 役）
- #21（2012年5月17日） - 松智洋（原作者）
- #23（2012年6月14日） - 小野大輔（仁村浩一 役）

ラジオCD

## ゲーム

### モバイルゲーム
『パパのいうことを聞きなさい! TB（といぼっくす）』
スマートフォン用アプリとして、2012年1月よりバンダイナムコゲームスから配信。2013年3月終了。

### コンシューマーゲーム
『ゲームでも、パパのいうことを聞きなさい!』
PSP用ソフトとして、2012年4月26日にバンダイナムコゲームスから発売。限定版「パパといっしょにおやすみなさい!パック」と通常版との2種類が発売された。前者の特典としてピクチャードラマDVD、小鳥遊ひなの等身大エアクッション、全4種のクリアminiポスターとお風呂ポスター、初回封入特典として、全15種からなるPSP用のオリジナルカスタムテーマのデータが入ったプロダクトコード、ヴィクトリースパークのプロモーションカードが封入されている。
ジャンルはAVGで、祐太の視点で三姉妹と一ヶ月間共同生活をする。
ファミ通の40点満点のクロスレビューでは27点だった。
主題歌
オープニングテーマ「Smile Continue」
作詞 - うらん / 作曲・編曲 - 河合英嗣 / 歌 - 小鳥遊空（上坂すみれ）、小鳥遊美羽（喜多村英梨）、小鳥遊ひな（五十嵐裕美）

### その他
ヴィクトリースパーク
ブシロードのトレーディングカードゲーム、ヴィクトリースパークに参戦している。収録タイトルは、パパのいうことを聞きなさい!（2012年2月18日発売）